# 納爾遜帕克鎮區 (明尼蘇達州馬歇爾縣)
納爾遜帕克鎮區（英語：Nelson Park Township）是位於美國明尼蘇達州馬歇爾縣的一個行政鎮區。

## 歷史
納爾遜帕克鎮區於1884年設立，得名自當地早期定居者詹姆斯·納爾遜（James Nelson）。

## 地方資料
納爾遜帕克鎮區的面積為93.72平方千米，當中陸地面積為93.45平方千米，而水域面積為0.27平方千米。根據2020年美國人口普查的數據，當地共有人口124人，而人口密度為每平方千米1.32人。